# Vals, Graubünden
Vals är en ort och kommun i regionen Surselva i kantonen Graubünden, Schweiz. Kommunen har 949 invånare (2023) och omfattar större delen av Valsertal, dalen som genomströmmas av Valser Rhein, ett av floden Rhens biflöden.
Som i så många andra delar av kantonen är näringslivet i Vals till stor del byggd på turism, och orten har gamla anor som kurort. Bland annat finns det moderna spahotellet Therme Vals, som är byggt i anslutning till den varma källan St. Petersquelle. Från samma källa kommer också mineralvattnet Valser, som är en känd produkt.
2015 införlivades den lilla grannkommunen Sankt Martin med Vals.

## Historia
Under högmedeltiden beboddes dalen av ett fåtal rätoromanska bönder. Omkring 1300 började walser bosätta sig i och snart dominera dalen, som sedan dess är en tyskspråkig bygd i en annars huvudsakligen rätoromansk region. 
Den första kyrkan nämns 1451, men det kan ha funnits föregångare. Vals har förblivit en katolsk bygd
I januari 1951 drabbades byn av en lavinkatastrof, som stängde in 30 människor: 19 av dem dog, därav 14 barn. Även ett trettiotal djur dog i instängda ladugårdar.

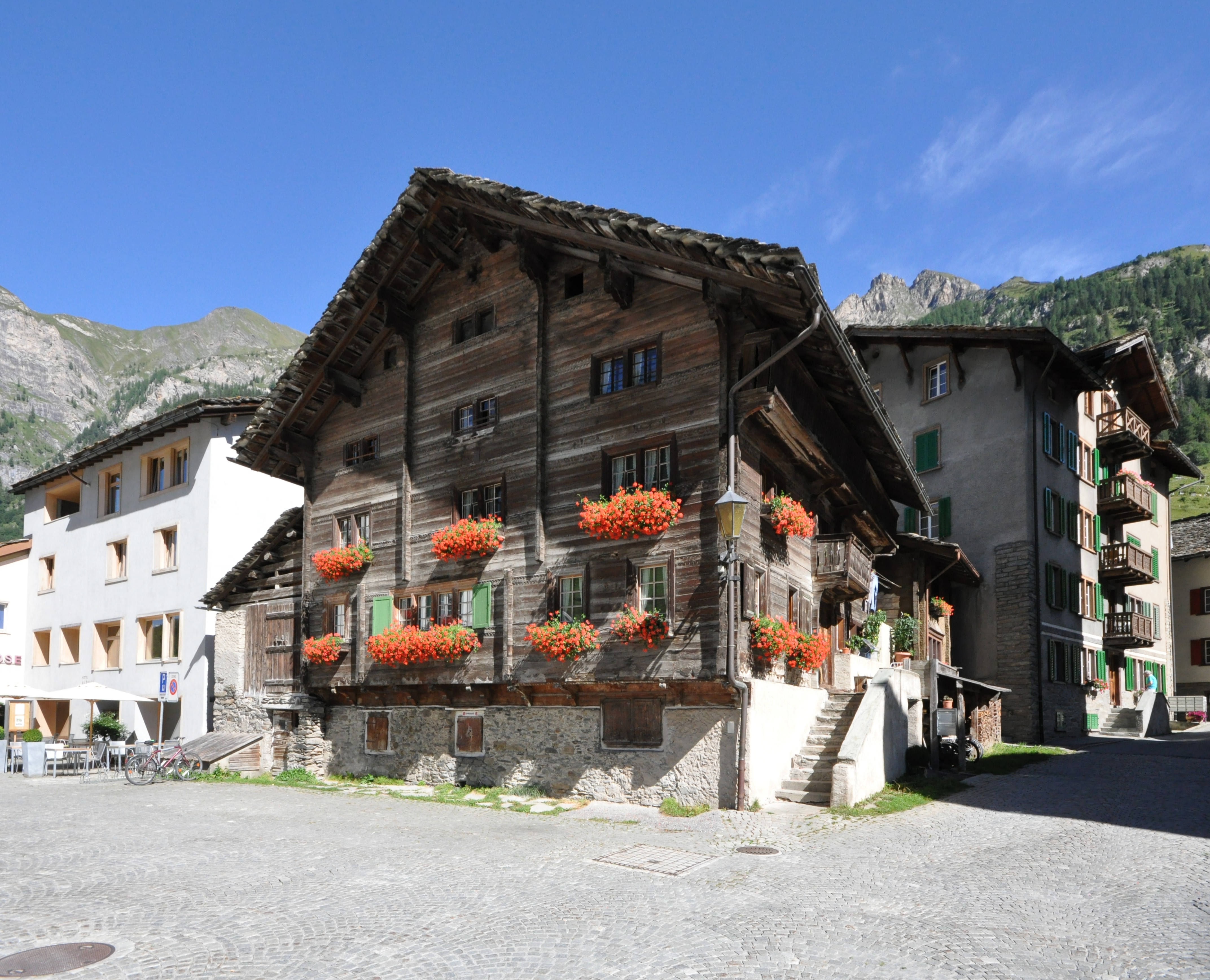
Kulturskyddat walserhus i Vals bykärna